# Tomi Poikolainen
Tomi Poikolainen, finski lokostrelec, * 27. december 1961.
Sodeloval je na lokostrelskem delu poletnih olimpijskih igrah leta 1980, leta 1984, leta 1988, leta 1992 in leta 1996.